# Mary Impey

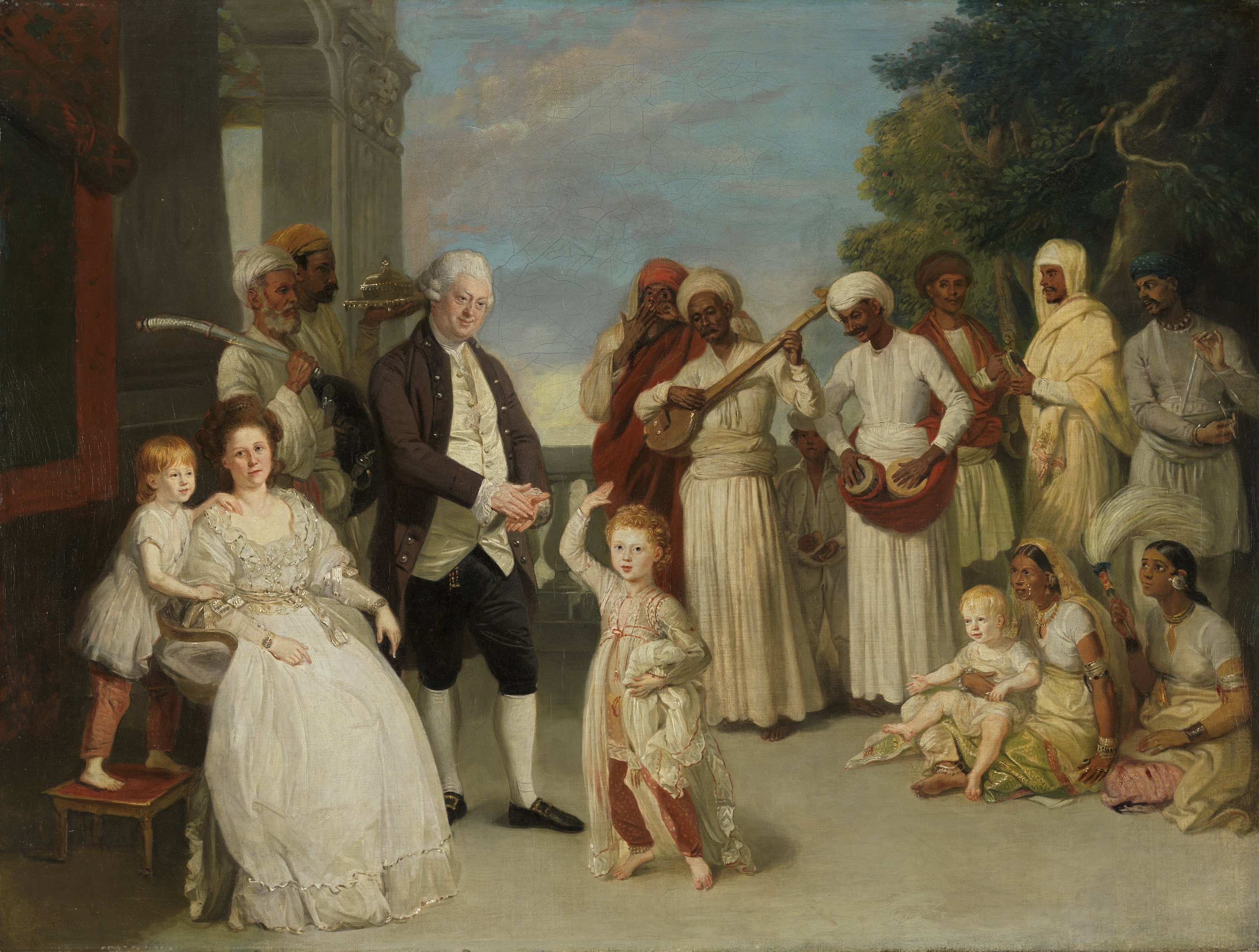
De familie Impey in Calcutta, met dochter Marian (geboren 1778) dansend op Indiase muziek. Olieverfdoek door Johann Zoffany, 1783.

Lady Mary Impey (Oxfordshire, 2 maart 1749 - Lewes (East Sussex), 20 februari 1818) was een Engels natuurvorser, verzamelaar en patrones van kunsten in Brits-Indië. Ze was getrouwd met de president van het Britse hooggerechtshof van Bengalen, Elijah Impey. In Calcutta stichtte ze een menagerie en huurde lokale tekenaars om de inheemse dierenwereld natuurgetrouw af te beelden.
Mary Impey was de oudste dochter van John Reade, de 5e baronet of Reade. Ze trouwde met de destijds als advokaat werkzame Elijah Impey in 1768. Het paar kreeg in Engeland vijf kinderen. In 1773 werd Elijah Impey benoemd tot chief justice in Fort William in Bengalen en het paar vertrok naar India. In Fort William vestigden de Impeys zich vanaf 1775 in een landhuis dat eerder had toebehoord aan Henry Vansittart, de gouverneur van Bengalen.
Het bijbehorende landgoed stelde Mary Impey in staat een verzameling inheemse planten, vogels en andere dieren te huisvesten. Vanaf 1777 huurde ze lokale illustrators om de dieren en planten af te beelden, vaak op levensechte grootte en in natuurlijke omgeving. De tekeningen werden gebundeld in het zogenaamde "Impey Album", een belangrijk voorbeeld van de zogenaamde Company Painting-stijl. Slechts van drie artiesten zijn de namen bekend. Ongeveer de helft van de rond de 300 afbeeldingen zijn van vogels. De collectie werd in 1810 bij opbod verkocht en is tegenwoordig verspreid over musea rond de wereld.
De Impeys kregen in India nog vijf kinderen, waarvan drie overleefden en in 1787 mee terugreisden naar Engeland, toen Elijah Impey werd aangeklaagd in een impeachmentproces. In Engeland werd een laatste kind geboren. Elijah Impey overleed in 1809. Mary Impey overleefde haar echtgenoot negen jaar en overleed in 1818 in Newick Park, Hammersmith, bij Londen. Het paar is begraven in de kerk van Hammersmith.
De wetenschappelijke naam van het himalayaglansfazant (Lophophorus impejanus) is naar Mary Impey genoemd.